# Atanazy (biskup Bani Mazar)
Atanazy (ur. 27 kwietnia 1948 w Ausim jako Idwar Adli Nasim) – duchowny Koptyjskiego Kościoła Ortodoksyjnego, od 2001 biskup Bani Mazar.

## Życiorys
Śluby zakonne złożył 3 maja 1975 w Monasterze Syryjczyków. Święcenia kapłańskie przyjął 3 stycznia 1978. Sakrę otrzymał 9 września 2001.